# أشنة بوت الأسطوانية
أشنة بوت الأسطوانية (الاسم العلمي:Pottia cylindrica) هي نوع من نباتات تتبع جنس أشنة بوت من فصيلة أشنات بوت.